# Chenois
Chenois é uma comuna francesa na região administrativa de Grande Leste, no departamento de Mosela. Estende-se por uma área de 3,62 km². Em 2010 a comuna tinha 86 habitantes (densidade: 23,8 hab./km²).